# Provincia Alessandria
Alessandria este o provincie în regiunea Piemont în Italia.

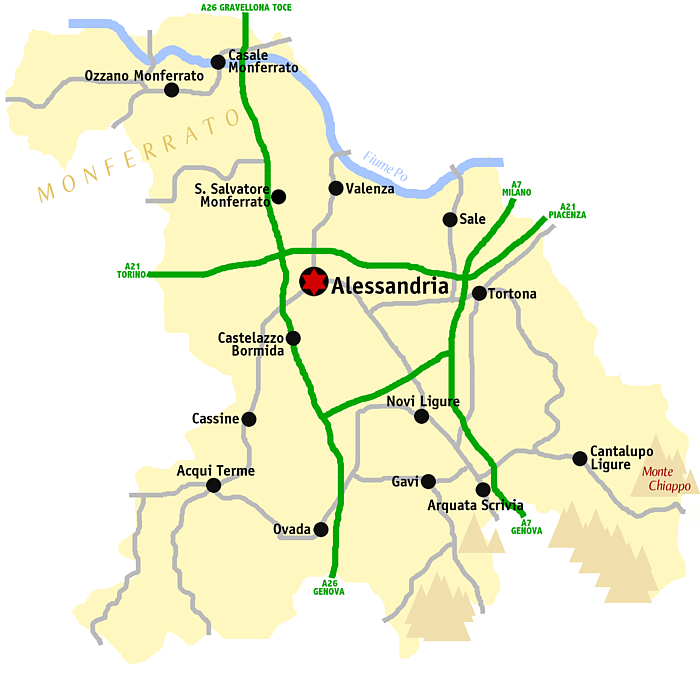
harta provinciei Alessandria